# Меруане, Лина
Лина Меруане (исп.  Lina Meruane; род. 1970, Сантьяго) — чилийская писательница.

## Биография
Родилась в семье выходцев из Италии и Палестины. Получила литературные стипендии Фонда развития искусств (Чили, 1997), Фонда Гуггенхейма (США, 2004), Национального фонда искусств (США, 2010). Дебютировала в 1998 книгой новелл Las infantas, получившей высокую оценку Роберто Боланьо. Закончила докторантуру по латиноамериканской литературе в Нью-Йоркском университете. Основательница и директор независимого издательства Brutas в Сантьяго с книжным магазином в Нью-Йорке.

## Публикации
- Las Infantas, новеллы (1998, переизд. в Аргентине 2010)
- Póstuma, роман (2000, порт. пер. 2001)
- Cercada, роман (2000)
- Гнилой плод/ Fruta Podrida, роман (2007, премия Национального совета по культуре и искусству за неизданный роман; авторская инсценировка и её англ. пер. 2012)
- Кровь в глазах/ Sangre en el ojo, роман (2012, опубл. в Чили, Испании и Аргентине; ит. пер. 2013, порт. пер. 2014)
- Viajes virales: la crisis del contagio global en la escritura del sida, журналистское исследование о СПИДе в обществе и литературе (2012, англ. пер. 2014)
- Volverse Palestina, репортерские хроники (2013; расшир. изд.: 2014)

## Признание
Премия Анны Зегерс (ФРГ, 2011). Премия Хуаны Инес де ла Крус (Мексика, 2012).